# 성예원
성예원(1991년 1월 22일 ~ )은 대한민국의 성우로, 2019년 대원방송 성우극회 공채 10기로 입사했다.

## 주요 작품

### 애니메이션

#### 2020년
- 나의 히어로 아카데미아 4기 - 미네타 미노루[2], 어린 타마키, 어린 오버홀, 공안위원장, 후와, 시무라 텐코의 외할머니
- 마법사 프리큐어! - 낸시, 마유미, 엄마 페가수스, 정령들, 요정 1
- 미래소년 코난 - 몬스키
- 반요 야샤히메 - 타케치요, 킨우
- 부호형사 Balance:UNLIMITED
- 블랙 클로버 - 이나, 보 노크데 외 각종 단역
- 신 도라에몽 시리즈 - 각종 단역
- 유희왕 VRAINS 4기 - 송예나 외 각종 단역
- 유희왕 SEVENS - 린지, 김마리, 신유수, 콘보이, 누들 하늘 공주, 핑거 지하 공주, 스위트 코코 공주, 플래시 바다 공주, 하이어 원영 공주, 강아지 외 각종 단역
- 원피스 시리즈
- 원피스 Original 18기~19기 드레스로자 편 - 어린 도플라밍고
- 원피스 New 23기 무사의 나라 편 - 토코, 어린 오키쿠, 아기시절의 모모노스케, 쵸메
- 재채기 대마왕 2020 - 금은동
- 조이드 와일드 제로 - 피오나, 쟈니스
- 호빵맨 - 스트로베리, 늪돌이, 마카롱, 냥이룰루 1, 다시마, 볶음밥왕자 외 각종 단역
- 보틀맨 - 최탄, 피치, 이샘물

#### 2021년
- 마루코는 아홉살 - 할머니, 수리, 마사, 신, 노미
- 반요 야샤히메 2기 - 키쿠노스케 외 각종 단역
- 오소마츠 6쌍둥이 - 매실
- 작은 아씨들 - 에스더, 폴리, 캐서린
- 작은 아씨들 - 조의 아이들 - 테디 베어, 데이지 브룩
- 꼭두각시 서커스 - 리나, 디아만티나, 코즈카, 마크, 짐, 샤론
- 카드파이트!! 뱅가드 overDress - 세토 토마리
- 트로피컬 루즈! 프리큐어 - 쿠루룽, 백유리, 정미유, 우나미, 도가을, 신루리, 최선우, 지나, 하지않을랭 외 각종 단역
- 쾌걸 조로리 ~불성실하면서도 성실한~ - 니이라

#### 2022년
- 바니와 비니의 바닷속 대탐험(The Great Undersea Adventure of Barney and Beenie) - 비니(해마)
- 시광대리인 - 앵커, 주장母 등[3]
- 애디슨 - 앨릭스, 벨, 케이트, 로지
- 디지몬 어드벤처: - 로프몬
- 게게게의 키타로 6기 - 타로마루
- 스파이 패밀리 - 킴 캠벨

### 극장용 애니메이션
- 극장판 도라에몽 시리즈
- 극장판 도라에몽 진구의 도라비안나이트 - 일척동자
- 극장판 도라에몽 진구의 신 공룡 - 큐
- 극장판 나의 히어로 아카데미아 히어로즈 라이징 - 공안위원장
- 스트레인지 월드 - 아지무스
- 아야와 마녀 - 커스타드

### 특촬물
- 가면라이더 지오 - 어린 고태근, 강비류 엄마 외 각종 단역
- 가면라이더 뉴 제네레이션 FOREVER - 이현준
- 가면라이더 제로원 - 차유아 / 가면라이더 발키리 / 파이팅 자칼 레이더, 어린 전영원
- 극장판 가면라이더 제로원 REAL × TIME - 차유아 / 가면라이더 발키리
- 파워레인저 다이노소울 - 각종 단역
- 파워레인저 루팡포스 VS 패트롤포스 - 어린 서은하, 요에니 아정오사(13화, 29화, 46화), 김아영, 이시현, 엠마 골디니(9화), 최하나(17화), 원장(14~15화, 45화), 강민아(22화), 유나(30화) 외 각종 단역
- 파워레인저 젠카이저 - 짹짹이, 멜로리아, 스테이시의 어머니

### 오디오 드라마
- 비의도적 연애담(오디오코믹스) - 애리, 원영母, 최인호아내
- 나비클럽 단편20선(오디오코믹스)
- 튤립과 꽃삽, 접힌 우산 - 엄마
- 망자의 함 - 복동
- 푸른 수염의 방 - 내레이션
- 능소화가 피는 집 - 한나
- 목호 마조단 - 은덕
- 플러그홀 : 마지막집 1~4화(플러스딕션, 유튜브)
- 게스트 : 폐허가 부른 손님 6부(오디오코믹스) - 레플리카, 큰누나, 소년감염자
- 스테이, 마이디어(오디오코믹스) - 정윤소, 조경은

### 광고 & 홍보
아일랜드독-보기
삼성페이-보기
지페어 코리아-보기
서울시립대학교 2022학년도 입학식 내레이션 - 공식 캐릭터 '이루매'-보기
검은사막 '커세어 바이럴 영상 메이킹'내레이션-보기
뽀로로 새활용 애니메이션 - 뽀로로, 루피, 해리 더빙-보기
스타크래프트 캠페인-보기
닥터독-듣기

### 기타
대원 키즈 성우단 모집 - 보기
Nintendo Switch Sports - 아나운서

### OST
- 작은 아씨들 - 조의 아이들 엔딩 - 푸른 하늘에 딩동 - 듣기
- 트로피컬 루즈! 프리큐어 엔딩 - 트로피컬 I・N・G - 듣기
- 쿠키런: 킹덤 음유시인맛 쿠키役 성예원 X 클로버맛 쿠키役 김명준 듀엣곡 - 네가 있어서 행복해 (Happy to Have You) - 듣기